# Epomops dobsoni
Epomops dobsoni är en flyghund som först beskrevs av Bocage 1889.  Epomops dobsoni ingår i släktet Epomops och familjen flyghundar. Inga underarter finns listade.
Enligt Handbook of the Mammals of the World (2019) flyttas arten till släktet Epomophorus.
Denna flyghund förekommer i Afrika söder om Kongoflodens slättland. Utbredningsområdet sträcker sig från Angola till Tanzania och Moçambique. I bergstrakter når arten vanligen 1500 meter över havet och vid vissa toppar 1900 meter. Habitatet utgörs av savanner och andra öppna landskap med flera trädgrupper (miombolandskap). Vid viloplatsen bildas troligen små flockar.
Arten når en kroppslängd (huvud och bål) av 137 till 168 mm och saknar svans. Epomops dobsoni har 80,5 till 100 mm långa underarmar, 22 till 26 mm långa bakfötter och 25 till 30 mm långa öron. Vikten är 65 till 158 g. På gommen mellan de övre kindtänderna finns tre åsar (kammar) och bakom tänderna förekommer ytterligare två åsar. Ovansidan är täckt av gråbrun päls och på undersidan förekommer blek kanelbrun päls med en grå skugga. Honor kännetecknas av en grå strupe medan hannar har en mörk gråbrun strupe. Djurets öron, flygmembran och det nakna området vid näsborrarna är mörkbruna. Antalet kindtänder i överkäken är tre och i underkäken fem.
Epomops dobsoni äter liksom andra flyghundar frukter. Honor föder vanligen en eller ibland två ungar per kull. Enligt studierna förekommer ingen högljudd parningslek hos Epomops dobsoni i motsats till släktets andra två medlemmar. Arten är mera sällsynt än de andra två arterna vad som kan vara orsaken att nästan inga höga lätet från hanarna registrerades.
Antagligen dödas några exemplar för köttets skull (bushmeat). Denna flyghund registrerades i olika skyddsområden. IUCN listar arten som livskraftig (LC).